# Edward Leigh (homme politique)
Edward Julian Egerton Leigh, né le 20 juillet 1950 à Londres, est avocat de profession et homme politique britannique. 
Membre du Parti conservateur, il est député depuis 1983 pour la circonscription de Gainsborough, dans le Lincolnshire. 
Ministre dans le gouvernement Major, de 1990 à 1993, Leigh est réélu en 2024 en tant que député, devenant doyen de la Chambre.

## Distinctions honorifiques
Knight Bachelor depuis 2013, sir Edward Leigh est décoré, en 1994, chevalier d'honneur et de dévotion de l'ordre souverain de Malte ; ainsi que nommé, en 2015, officier de la Légion d'honneur.
Conseiller privé depuis 2019, on lui accorde le prédicat honorifique de le très honorable en plus de Sir.

## Résultats électoraux

Armes de la famille Leigh (de West Hall, High Legh)

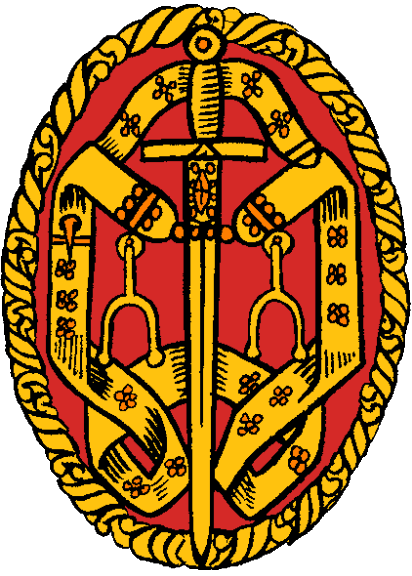
Insigne de Knight Bachelor

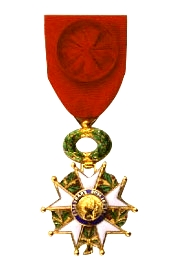
Croix d'officier de l'ordre national de la Légion d'honneur